# Marianne Williamson
Marianne Williamson (Houston, Texas, 7. srpnja 1952.) američka je new age publicistica, motivacijska govornica i aktivistica.
Rođena je židovskoj obitelji. Studirala je filozofiju i teatrologiju. Objavila je desetak psihoterapeutskih priručnika samopomoći, od kojih su neke u SAD-u bile i uspješnice. Knjige Povratak u ljubav: razmatranje načela iz Tečaja čuda i Učinak sjenke: osvijetlite skrivenu moć vašeg istinskog jastva prevedene su na hrvatski jezik.

## Vanjske poveznice
Mrežna mjesta
- marianne.com službeno mrežno mjesto (engl.)